# فهرست‌های فیلم‌های ترسناک
این مقاله فهرستی از فهرست‌های فیلم‌های ترسناک را ارائه می‌کند. اغلب ممکن است همپوشانی قابل توجهی به ویژه بین ژانرهای وحشت و دیگر ژانرها (از جمله اکشن، دلهره‌آور و علمی تخیلی) وجود داشته باشد.

## براساس دهه
همچنین رده‌های مربوط به فهرست‌های فیلم‌های ترسناک بر پایهٔ دهه و سال را ببینید.
- فهرست فیلم‌های ترسناک دهه ۱۸۹۰
- فهرست فیلم‌های ترسناک دهه ۱۹۰۰
- فهرست فیلم‌های ترسناک دهه ۱۹۱۰
- فهرست فیلم‌های ترسناک دهه ۱۹۲۰
- فهرست فیلم‌های ترسناک دهه ۱۹۳۰
- فهرست فیلم‌های ترسناک دهه ۱۹۴۰
- فهرست فیلم‌های ترسناک دهه ۱۹۵۰
- فهرست فیلم‌های ترسناک دهه ۱۹۶۰
- فهرست فیلم‌های ترسناک دهه ۱۹۷۰
- فهرست فیلم‌های ترسناک دهه ۱۹۸۰
- فهرست فیلم‌های ترسناک دهه ۱۹۹۰
- فهرست فیلم‌های ترسناک دهه ۲۰۰۰
- فهرست فیلم‌های ترسناک دهه ۲۰۱۰
- فهرست فیلم‌های ترسناک دهه ۲۰۲۰

### رده‌ها
- فیلم‌های ترسناک بر پایهٔ: دهه، سال، سبک، قالب، گونه، مجموعه، کشور
- موضوعات: دربارهٔ پرندگان، دربارهٔ هالووین، دربارهٔ ترس
- شخصیت‌ها: گرگینه‌ها، شیطان‌ها
- فیلم‌های ترسناک اقتباس شده از رمان‌های ترسناک، رویدادهای واقعی
- ژانرها: کمدی ترسناک، کوتاه ترسناک، بازخلق‌شده، گمشده
- فهرست‌ها: مجموعه‌فیلم‌ها، فیلم‌های ویدئویی، کارگردانان